# Cmentarz wojenny nr 44 – Długie
Cmentarz wojenny nr 44 – Długie – cmentarz z I wojny światowej znajdujący się we wsi Czarne w powiecie gorlickim, w gminie Sękowa, zaprojektowany przez Dušana Jurkoviča. Jeden z ponad 400 zachodniogalicyjskich cmentarzy wojennych zbudowanych przez Oddział Grobów Wojennych C. i K. Komendantury Wojskowej w Krakowie. Należy do I Okręgu Cmentarnego Nowy Żmigród.

## Opis
Obiekt znajduje się na terenie nieistniejącej wsi Długie, która jest obecnie przysiółkiem miejscowości Czarne. Zajmuje powierzchnię około 286 m², otoczony jest drewnianym ogrodzeniem. Cmentarz został zrekonstruowany w 1998. Zrekonstruowany obiekt został zredukowany o około 3/4 w stosunku do obiektu oryginalnego. W czasie rekonstrukcji nie dokonano ekshumacji pochowanych na cmentarzu żołnierzy. W wyniku czego większość pochówków pozostała poza obecnym ogrodzeniem.
Na cmentarzu pochowano 244 żołnierzy w 5 mogiłach zbiorowych oraz 8 grobach pojedynczych poległych w kwietniu 1915 roku:
- 207 żołnierzy rosyjskich,
- 37 austro-węgierskich głównie z 27 IR, a także z 97 IR.

## Galeria

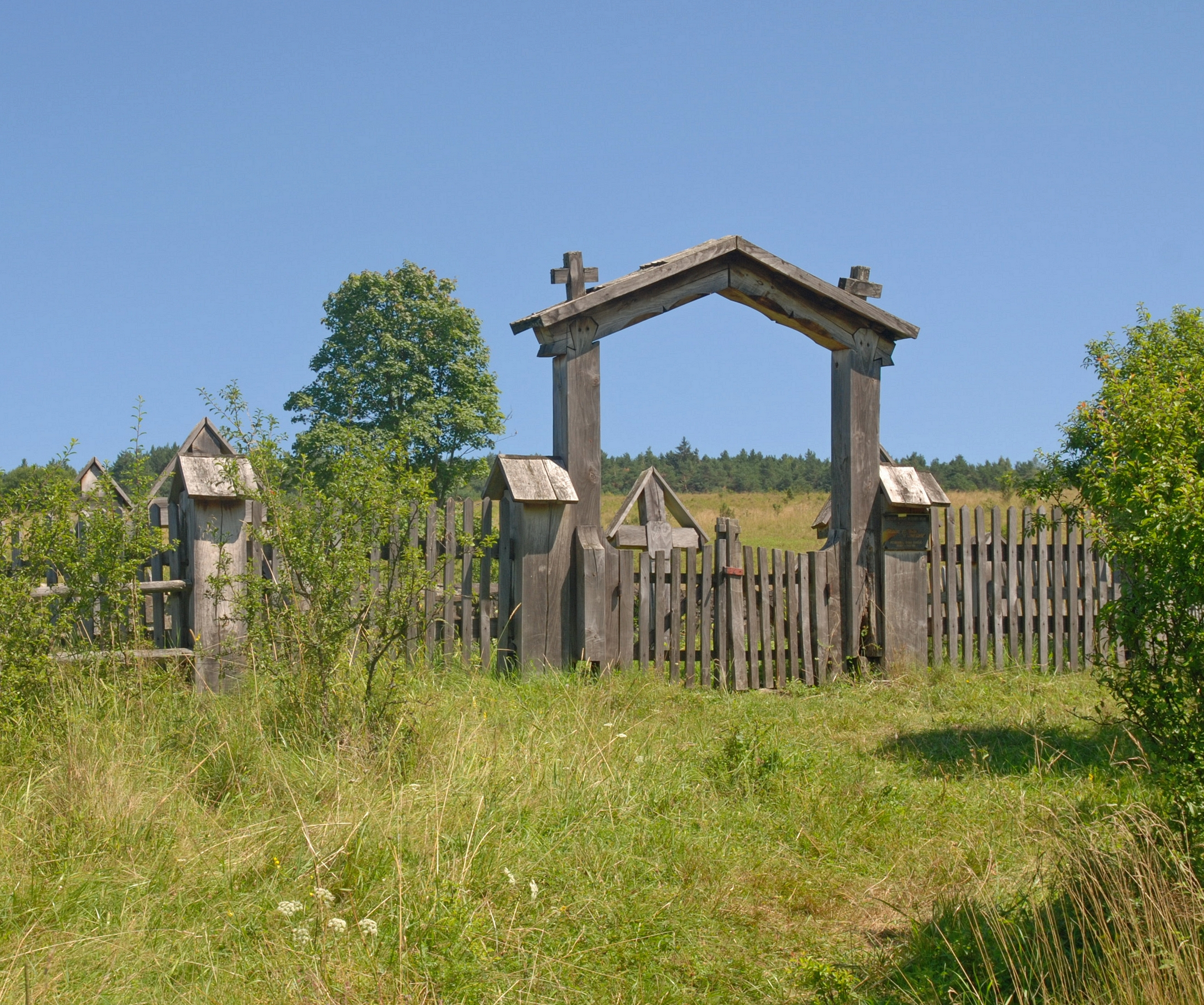
Wejście
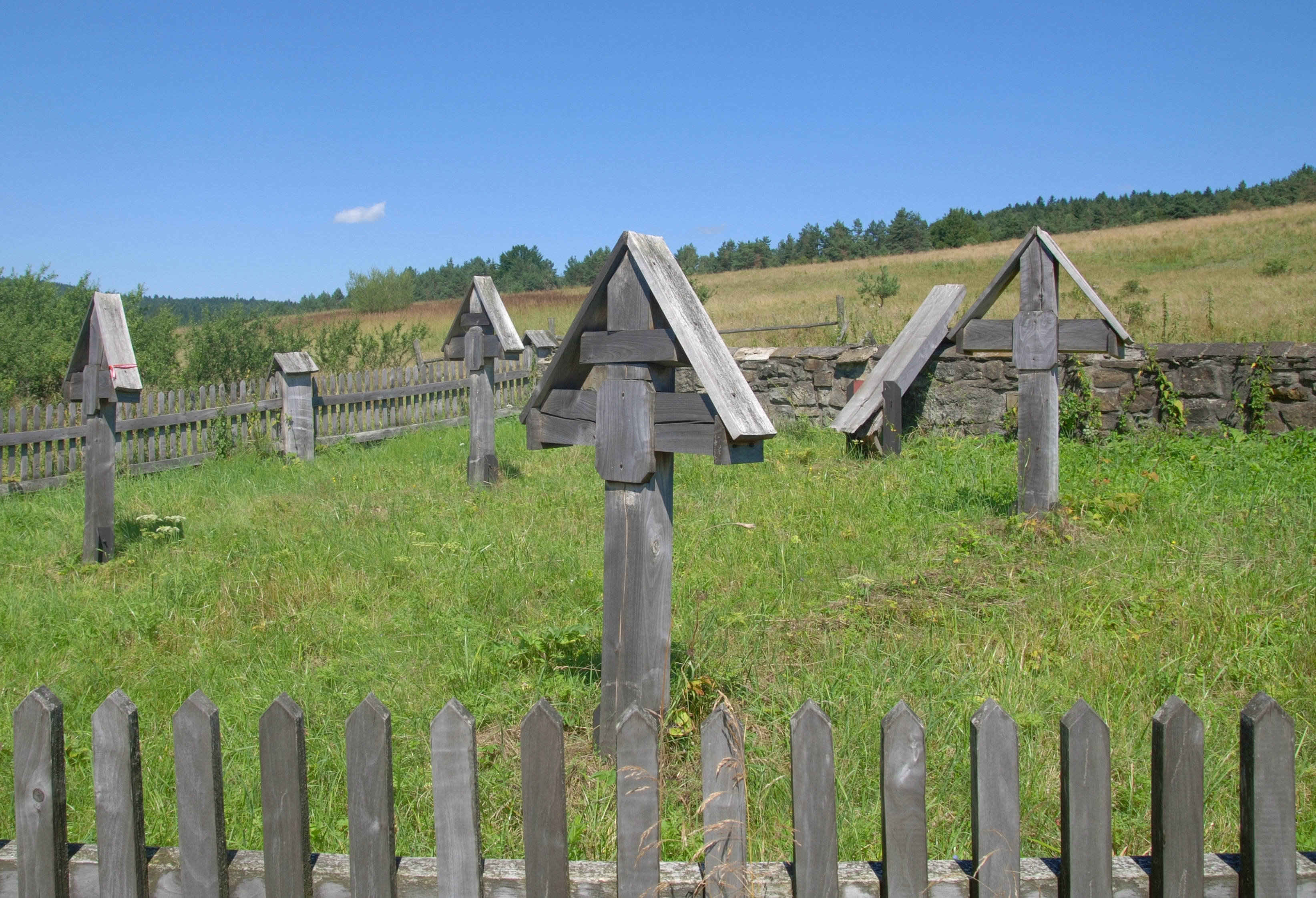
Krzyże jedno i dwuramienne
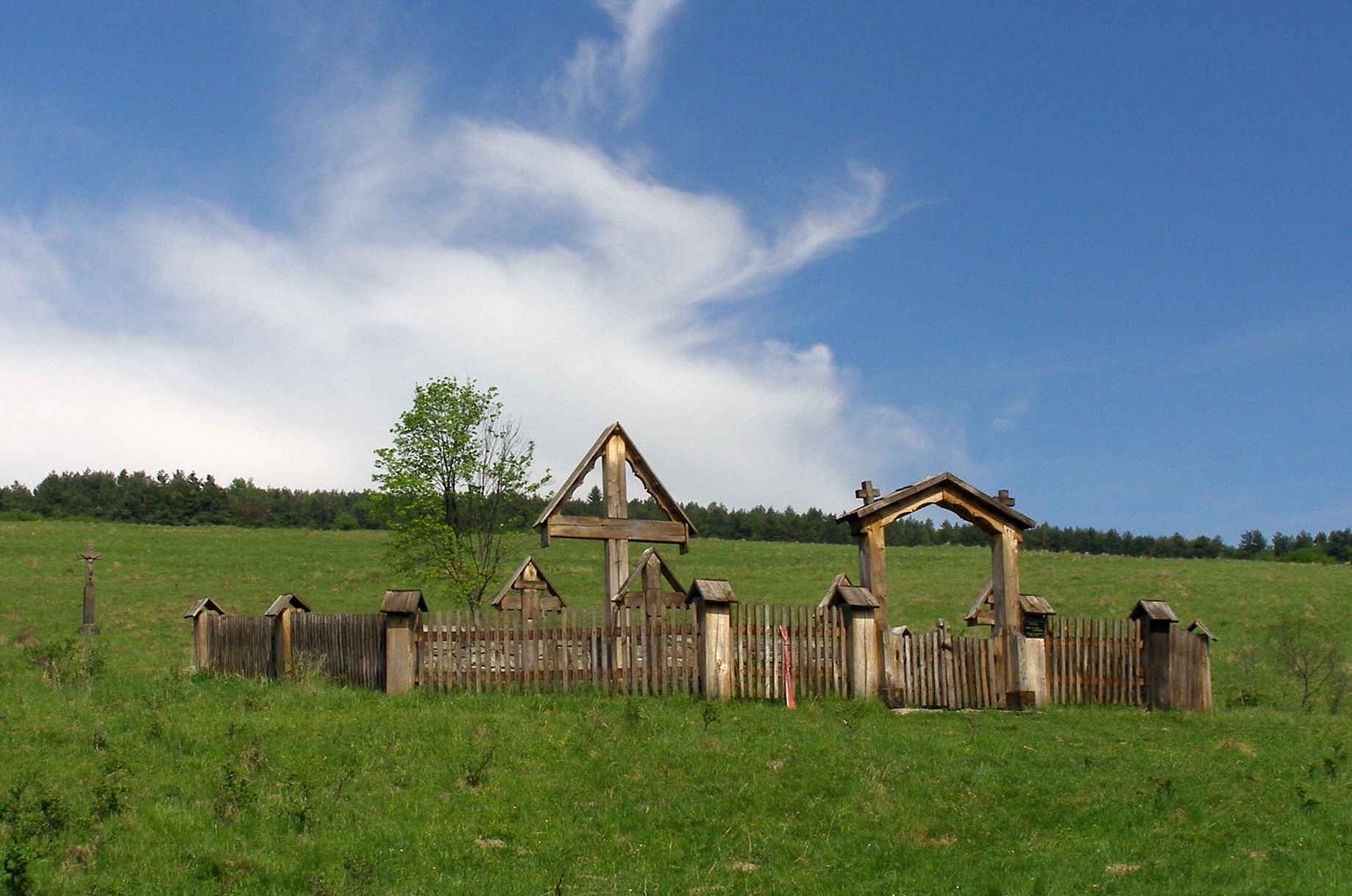
Stan cmentarza w 2007